# ناتاشا یانیچ
ناتاشا یانیچ (کرواتی: Nataša Janjić؛ زادهٔ ۲۷ نوامبر ۱۹۸۱) بازیگر اهل کرواسی است.